# Бехбуди, Махмуд Ходжа
Махмудходжа Бехбуди (30 января 1875 года — 25 марта 1919 года) — просветитель, один из идеологов и лидеров джадидизма, издатель и политик, один из выдающихся деятелей узбекской литературы и драматургии, также таджикской литературы.

## Происхождение
Махмудходжа Бехбуди родился 20 января 1875 года в селе Бахшитепа в пригороде Самарканда.
Отец его Бехбуходжа Салихходжа угли был родом из города Туркестана, он был потомком тюркского шейха Ходжа Ахмеда Ясави. Дед по матери Ниязходжа был родом из Хорезма, прибыв в Самарканд в конце XVIII века.

## Биография
В начале получил образование в Самарканде, а затем в медресе Бухары. Был имам-хатибом, казием, затем муфтием.
В формировании мировоззрения Махмудходжи огромную роль сыграл основоположник движения джадидизма Исмаил Гаспринский.
Бехбуди был муфтием в Самарканде. В 1900 году совершил хадж в Мекку. Жил также в Египте, Стамбуле, по возвращении в Самарканд основал собственное книжное издательство.
В 1903—1904 гг. Махмудходжа Бехбуди посетил Москву и Петербург. В 1907 году он побывал в Казани, Уфе, Нижнем Новгороде. В августе 1907 года Бехбуди, представляя туркестанскую делегацию, выступил с речью в Нижнем Новгороде на собрании, посвящённом проблемам и культуре мусульман России.
С 1905 года участвовал в деятельности всероссийской мусульманской партии («Иттифак»). Он был одним из идеологов и лидеров джадидизма. Сотрудничал с мусульманской фракцией IV Думы.
Бехбуди был основателем газеты «Ойна» («Зеркало»), издававшейся в Самарканде на тюркском и персидско-таджикском языках.
Махмудходжа Бехбудий был автором более 200 публикаций, которые вышли как на узбекском, так и на таджикском языках. В частности, «Мунтахаби жугрофияи умумий» — «Кискача умумий жугрофия» (1903), «Китоб-ул-атфол» — «Болалар учун китоб» (1904) и мн. др.
Вершиной писательского мастерства Бехбуди является драма на узбекском языке «Падаркуш» (Отцеубийца) вышедшая в Самарканде в 1911 году, в 1912 году её напечатали в бухарской газете «Турон» на узбекском языке.
Пьеса Бехбуди была поставлена на сценах театров Самарканда, Бухары, Ташкента. Являясь первым произведением узбекской драматургии, пьеса оказала большое влияние на создание последующих произведений.
В 1913 году Бехбуди начал выпуск газеты «Самарканд» на узбекском и таджикском языках.
В 1917 году Бехбуди был избран членом Самаркандской Городской думы. В конце 1917 был избран в Учредительное собрание от Самаркандского избирательного округа по списку № 2 (мусульманские организации Самаркандской области).

## Бехбуди об узбекском языке
В своих произведениях Бехбуди использовал термин тюркский язык как синоним узбекского языка, причём отмечал, что «на узбекском языке говорит большинство населения Туркестана».
Слова Бехбуди «Хак берилмас — олинур» — «Права не даются, а завоевываются!» стали девизом для джадидов.

## Идеи Бехбуди
Бехбуди как и другие джадиды выступал за развитие национального искусства и литературы, равноправие женщин, реорганизацию деятельности духовенства, преподавание в школах на национальном языке, за реформы политического устройства страны. Он боролся за введения в мусульманских школах нового метода обучения, ряда светских предметов.
Бехбуди выступал за создание истории своей родины — Туркестана.
Бехбуди считал жителей Туркестана потомками, либо родственниками Амира Тимура.
Выдающийся писатель Садриддин Айни писал: «Мусульманский Восток будет упоминать трудолюбивого поэта Беҳбудий с уважением, так как за 20 лет он призывал на борьбу за свободную жизнь, просвещение и сияние всех, кто знал своё призвание на Земле».

## Попытки западных ученых пересмотреть наследие Бехбуди
В XXI в. некоторые западные ученые (П.Сартори, Д.Девис) сознательно игнорируют исследования С.Айни, Б.Касимова, Н.Каримова, И.Больдауф и других исследователей о положительной роли в истории региона и взглядах Махмудходжи Бехбуди и клеветнически утверждают, что Бехбуди был салафитом.

## Гибель
В 1919 году Бехбуди во время путешествия был задержан в Карши. По мнению С. Айни, он был казнён по приказу Нуриддин-ходжи из Карши, который был приближенным эмира. После образования Бухарской народной республики в 1920 году Нуриддин-ходжа, был избран в бухарское правительство. Причины казни Бехбуди остались неизвестными. Садриддин Айни сообщает, что Бехбуди случайно попал в руки правителя Каршинской области Бухарского эмирата.

## Память
- Город Карши в 1926—1937 гг. носил имя БехБуди.[15]
- В 1937 году упоминать имя Бехбуди был запрещено в СССР, а в 1956 году было восстановлено.[12]
- Его произведения включены в учебники и учебные пособия в Узбекистане, его именем названы улицы и школы в Ташкенте и Самарканде.
- в Самарканде в 2006 году был установлен памятник.
- В Таджикистане в городе Худжанде есть гимназия названная в его честь.
- В 2002 году режиссёр Бако Садыков начал съёмки фильма про Бехбуди, которые позже были останавлены. В 2020 году съёмки возобновились и премьера, приуроченная ко дню Конституции Республики Узбекистан, состоялась 8 декабря этого года.[16]